# إيفان باونيتش
إيفان باونيتش (بالسيريلية الصربية: Иван Паунић) مواليد 27 يناير 1987 في بلغراد، جمهورية صربيا الاشتراكية، هو لاعب كرة سلة صربي. بدأ مسيرته الاحترافية في سنة 2004. يلعب مع بالونكيستو فوينلابرادا في الدوري الإسباني لكرة السلة. يحمل الرقم 31. حقق المركز الأول في الألعاب الجامعية الصيفية 2009.

## المسيرة الاحترافية
لعب مع بارتيزان من سنة 2004 إلى 2006، ثم لعب مع أوستند في موسم 2008–2009، ثم لعب مع أريس في موسم 2009–2010، ثم لعب مع نيجني نوفغورود في الدوري الروسي من سنة 2010 إلى 2012، ثم لعب مع فيرتوس بالاكانسترو بولونيا في سنة 2012، ثم لعب مع أزوفماش في سنة 2012، ثم لعب مع سان سباستيان غيبوثكوا بي سي في الدوري الإسباني في سنة 2013.

## الميداليات
| الميدالية | المسابقة                         |
| --------- | -------------------------------- |
| فضية      | بطولة أمم أوروبا لكرة السلة 2009 |
| ذهبية     | الألعاب الجامعية الصيفية 2009    |
| فضية      | الألعاب الجامعية الصيفية 2007    |

## روابط خارجية
- إيفان باونيتش على موقع الاتحاد الدولي لكرة السلة (الإنجليزية)
- إيفان باونيتش على موقع الدوري الأوروبي لكرة السلة (الإنجليزية)
- إيفان باونيتش على موقع الدوري الإسباني لكرة السلة (الإسبانية)
- إيفان باونيتش على موقع كرة السلة الأوروبية.كوم (الإنجليزية)
- إيفان باونيتش على موقع ريلجم (الإنجليزية)
- إيفان باونيتش على موقع بروبوليرز (الإنجليزية)
- إيفان باونيتش على موقع سبورتس رفرنس (الإنجليزية)